# ドナート・カッリージ
ドナート・カッリージ（Donato Carrisi、1973年3月25日 - ）は、イタリアの小説家、脚本家、映画監督。男性。イタリア南西部のプッリャ州ターラント県マルティーナ・フランカ生まれ。
主に猟奇的な犯罪を取り上げながら、ジェットコースター式の展開が特徴的な推理小説で知られている。また、テレビドラマ、舞台劇、ミュージカルの脚本も手掛けている。

## 略歴
大学で法学を専攻。卒業論文では、1990年代に「フォリーニョの怪物」と呼ばれたイタリアの児童連続殺人犯ルイジ・キアッティ（Luigi Chiatti）を扱った。その後も大学に残り、犯罪学と行動科学を学ぶ。
大学に在学中の1992年には舞台劇の戯曲を執筆。"Molly, Morthy e Morgan"という喜劇の台本が作家としてのデビュー作となった。イタリアのロマン派作曲家ヴィト・ロ・レ（Vito Lo Re）のために喜劇やミュージカルの台本を執筆した後、1999年にはイタリア映画・テレビドラマ界の大プロデューサー、アキッレ・マンツォッティに才能を認められる。マンツォッティ製作によるイタリア国営放送RAIのテレビドラマ"Casa famiglia" (2001-03)の脚本を執筆したことによってシナリオライターとしての地位を固めた。
2009年に『六人目の少女』（Il suggeritore）で小説家デビュー。イタリア版『羊たちの沈黙』とも称されるこの作品はイタリア国内でベストセラーになったほか、ヨーロッパ各国やブラジル、イスラエル、ヴェトナム、韓国、台湾など世界各地で翻訳出版された。
推理小説を執筆するにあたって影響を受けた作家として、アメリカの作家ダン・ブラウンとジェフリー・ディーヴァーを、好きな推理作家としてはイタリアの作家マウリツィオ・デ・ジョヴァンニ（Maurizio de Giovanni, "Il senso del dolore"と"I bastardi di Pizzofalcone"の2作品がインターナショナル・ダガー賞にノミネート）の名を挙げている。また、映画からの影響としてはイタリアの名優ジャン・マリア・ヴォロンテが主演した一連のポリティカル・スリラー映画（フランチェスコ・ロージ、エリオ・ペトリ、ダミアーノ・ダミアーニなどの監督による）、および90年代のアメリカのスリラー映画（『羊たちの沈黙』、『セブン』、『ユージュアル・サスペクツ』）から影響を受けたと回答している。
2012年に発表された"La donna dei fiori di carta"もまた推理小説に分類できるが、カッリージの他の作品とは作風が異なり、第一次世界大戦を背景に恋愛小説色を強く出した異色作と評価されている。この作品についてカッリージは、ラヴストーリーが書けるかどうかフランスの記者と賭けをした結果として生まれた作品だと語っている。
2017年には自身の小説を映画化した"La ragazza nella nebbia" (2017)で映画監督にも進出。この映画でカッリージは2018年度のダヴィッド・ディ・ドナテッロ新人監督賞とイタリア・ゴールデングローブ賞最優秀脚本賞を受賞し、受賞は逃したもののナストロ・ダルジェント賞最優秀新人監督賞にもノミネートされた。また、2年後にはダスティン・ホフマン主演の監督第2作"L'uomo del labirinto" (2019)を発表。第2作も自身の小説を原作としているが、原作はシリーズ・キャラクターのミーラ・ヴァスケス捜査官が主役であるのに対し、映画版ではヴァスケスは登場しない脚色となっている。2本とも映画音楽の作曲は、90年代に舞台のミュージカルでコンビを組んだヴィト・ロ・レが担当している。

## 小説リスト
- ミーラ・ヴァスケス捜査官シリーズ
  - Il suggeritore (2009)
    - 『六人目の少女』（訳：清水由貴子、早川書房 ハヤカワ・ミステリ1867、2013年1月、ISBN 978-4-15-001867-2）

  - L'ipotesi del male (2013) 『悪の仮説』
  - L'uomo del labirinto (2017) 『迷宮の男』
  - Il gioco del suggeritore (2018) 『続・六人目の少女』
- マルクス神父とサンドラ分析官シリーズ
  - Il tribunale delle anime (2011)
    - 『ローマで消えた女たち』（訳：清水由貴子、早川書房 ハヤカワ・ミステリ1884、2014年6月、ISBN 978-4-15-001884-9）

  - Il cacciatore del buio (2014) 『闇の狩人』
  - Il maestro delle ombre (2016) 『影の支配者』
- その他
  - Falene (2011) 『蛾』
  - La donna dei fiori di carta (2012) 『紙花の女』
  - La ragazza nella nebbia (2015) 『霧の中の少女』
  - La casa delle voci (2019) 『声の家』

## 映画監督
- La ragazza nella nebbia (2017) 『霧の中の少女』
  - 出演：トニ・セルヴィッロ、アレッシオ・ボーニ、ジャン・レノ、ロレンツォ・リケルミー、ガラテア・レンツィ
- L'uomo del labirinto (2019) 『迷宮の男』
  - 出演：ダスティン・ホフマン、トニ・セルヴィッロ、ヴァレンティーナ・ベッレ、ヴィニーチョ・マルキオーニ

## 受賞歴
- 小説
  - Il suggeritore (2009) 『六人目の少女』
    - イタリア
      - バンカレッラ賞（イタリア語版） - イタリアの書店が優れた文学作品（国内外問わず）に与える賞
      - マッサローザ文学賞（Premio Letterario Massarosa）
      - カマイオーレ推理小説賞（Premio Camaiore di Letteratura Gialla）
      - ベルジョイオーゾ推理小説賞（Premio Belgioioso Giallo） - イタリア北部のベルジョイオーゾ市が主催する賞
      - 地中海推理小説およびノワール小説フェスティヴァル（Festival Mediterraneo del Giallo e del Noir）大賞

    - イタリア国外
      - フランス国鉄ミステリ大賞（フランス語版）（ヨーロッパ部門）
- 映画
  - La ragazza nella nebbia (2017) 『霧の中の少女』
    - ダヴィッド・ディ・ドナテッロ新人監督賞
    - イタリア・ゴールデングローブ賞最優秀脚本賞